# Зовнішній ядерний шар

Шари сітківки.
RPE — пігментиний епітелій сітківки
OS — зовнішній сегмент фоторецепторів; IS — внутрішній сегмент фоторецепторів;
ONL — зовнішній ядерний шар; OPL — зовнішній сітчастий шар;
INL — Внутрішній ядерний шар; IPL — внутрішній сітчастий шар;
GC — гангліонарний шар; BM — мембрана Бруха; P — пігментні епітеліоцити;
R — палички; C — колбочки;
Стрілочка і пунктирна лінія — зовнішня погранична мембрана;
H — горизонтальні клітини; B — біполярні клітини;
M — клітини Мюллера A — амакринові клітини;
G — гангліонарні клітини; AX — аксони.

Зовнішній ядерний шар (англ. outer nuclear layer, ONL) — один з десяти шарів сітківки хребетних, містить тіла з ядрами фоторецепторних клітин.
Палички і колбочки розміщуються у сітківці паралельно один до одного. Їх потовщені зовнішні відростки, що являють собою видозмінені дендрити, простягаються до пігментного епітелію сітківки. Ядра колбочок розміщуються в один шар ближче до зовнішньої пограничної мембрани. Ядра паличок розміщені в 6-8 шарів. У ділянці жовтої плями колбочок більше і їх ядра теж розміщені в кілька шарів. Внутрішні відростки (аксони) прямують до зовнішнього сітчастого шару, де вступають контакт з біполярними клітинами.
Слід відмітити, що в цьому шарі загальна кількість клітинних ядер більша у порівнянні з внутрішнім ядерним чи гангліонарним шаром.

Будова паличок

Товщина шару становить 40 мкм.